# Belisario Vinta
Belisario Vinta (Volterra, 1542 – Firenze, 1613) è stato un politico italiano.
Divenuto cittadino fiorentino nel 1579, intraprese una brillante carriera politica. Sposatosi con Camilla figlia di Bartolomeo Concini, Primo Segretario di Cosimo I e maestro dello stesso Belisario, ricoprì anni dopo la medesima carica del suocero, sotto Ferdinando I de' Medici. Conservò tale carica anche in seguito, durante la reggenza di Cristina di Lorena e, successivamente all'allontanamento di quest'ultima, sotto Cosimo II. La sua azione politica fu contrassegnata dal tentativo - fallimentare - di mantenere il granducato su posizioni di equidistanza tra le due superpotenze, Francia e Spagna. Alla sua morte fu nominato a succedergli nella carica di Segretario di Stato Curzio Picchena.

Alla sua iniziativa si deve la trattativa con Galileo Galilei al fine di riportare da Padova in Toscana l'illustre scienziato, la cui fama si era in quel periodo ulteriormente accresciuta in seguito alle sue scoperte nel campo dell'astronomia (i quattro satelliti maggiori di Giove). Questi ultimi vennero rinominati, su proposta del Vinta, Pianeti Medicei e non, come aveva proposto Galileo, Cosmici, in ossequio al giovane Granduca Cosimo II (1590-1621). Di tale vicenda rimane traccia nella corrispondenza tra i due, della quale riportiamo uno stralcio, datato 10 febbraio 1610: